# 韦祖思
韦祖思（？—419年），名玄，字祖思，以字行，京兆郡杜陵县（今陕西省西安市）人，出自京兆韦氏东眷，十六国时期隐士。

## 生平
韦祖思是西汉丞相韦贤的后裔，世代为三辅地区有声望的家族。韦祖思躲避官吏，在长安南山隐居涵养心志，有很高的名声。姚兴以礼征召韦祖思，他不肯出山。刘裕攻入关中，征召韦祖思担任相国掾、宋台通直郎，韦祖思也不肯应召。昌武二年（419年），赫连勃勃征召韦祖思担任太子庶子，韦祖思应召。韦祖思到了长安之后，恭敬畏惧过于有礼。赫连勃勃大怒，说：“我认为你是国士才征召你，你为什么把我视为异族！姚兴和刘裕征召你，你都不肯出山，我一有命令立刻就来了，恐怕是把我当异族，不能理解隐居的志向吧。我现在还没死，你还不把我当作帝王，我死了以后，你们这些人舞文弄墨，将把我置于何地！”赫连勃勃于是杀死了韦祖思。

## 其他
韦祖思年少时读了很多典章，蔑视当时著名的人，知道胡叟到了长安，便召见他。韦祖思像平常对待一般人那样，招待胡叟很轻慢。胡叟略微与韦祖思说了几句天气冷热的话，就拂衣而出。韦祖思坚决挽留胡叟，说：“正想同你谈论天人之际的大事呢，为什么急匆匆地要回去呢？”胡叟回答说：“谈论天人的人早已死了，同你互相了解，何必说如此大话。”胡叟于是不落坐就离开了。到了主人家，胡叟为京兆韦氏和京兆杜氏两家作赋，一夜就完成，当时他仅虚龄十八。胡叟的文章追述韦杜的过往，没有掩盖他们旧日的美德，叙及中古则符合当时的事，赋尾写其卑鄙黩暗。
韦祖思的父亲韦华有次生病，按照北方一贯的风俗，探望疾病一定是派遣子弟去。杜骥此时才虚龄十三，他的父亲派遣杜骥去问候同乡韦华。韦祖思见到杜骥感到惊异，把女儿嫁给了他。

## 家庭

### 父亲
- 韦华，后秦尚书左仆射、兖州刺史

### 兄弟姐妹
- 韦氏，嫁刘宋青州刺史京兆王俢之[10]

### 子女
- 韦祖征，南齐光禄大夫
- 韦祖归，宁远长史
- 韦氏，嫁刘宋左军将军杜骥[8][9]